# Бжосткув (Свентокшиське воєводство)
Бжосткув (пол. Brzostków) — село в Польщі, у гміні Новий Корчин Буського повіту Свентокшиського воєводства. Населення — 527 осіб (2011).
У 1975—1998 роках село належало до Келецького воєводства.

## Демографія
Демографічна структура на день 31 березня 2011 року:
|          | Загалом | Допрацездатний вік | Працездатний вік | Постпрацездатний вік |
| -------- | ------- | ------------------ | ---------------- | -------------------- |
| Чоловіки | 262     | 46                 | 173              | 43                   |
| Жінки    | 265     | 49                 | 145              | 71                   |
| Разом    | 527     | 95                 | 318              | 114                  |